# Bzyb (sídlo)
Bzyb nebo Bzypta (abchazsky Бзыԥ nebo Бзыԥта, gruzínsky ბზიფი - Bzipi) je sídlo městského typu v Abcházii v okresu Gagra. Leží přibližně 10 km jihovýchodně od okresního města Gagra. Sídlo sousedí na východě s Kaldachvarou, na jihovýchodě s Amžikuchvou, jež se obě nacházejí v okresu Gudauta, na jihu se Ldzaa a s Alachadzy a na západě s Psacharou. Na severu od sídla se rozkládá těžko prostupný Bzybský hřbet. Bzyb protíná hlavní silnice spojující Rusko se Suchumi, na níž se zde napojuje odbočka na sever k turisty oblíbenému horskému jezeru Rica. Dále je zde velké nádraží. Sídlem protéká stejnojmenná řeka.

## Části sídla
Součástí tohoto sídla městského typu jsou následující části:
- Bzyb (Бзыԥ)

Sídlo městského typu Bzyb

- Adžrvijara (Аџьрҩара) - gruzínsky იფნარი (Ipnari)
- Akvara (Аҟәара) - gruzínsky აყვარა
- Arasadzych (Арасаӡыхь) - gruzínsky არასაძიხი (Arasadzichi)
- Atydzta (Аҭыӡҭа) - gruzínsky ათიძთა
- Bzypta (Бзыԥҭа) - gruzínsky ბზიბტა; v 50. letech Bzipischevi
- Dzychča (Ӡыхьҿа) - gruzínsky ძიხჩა

## Historie

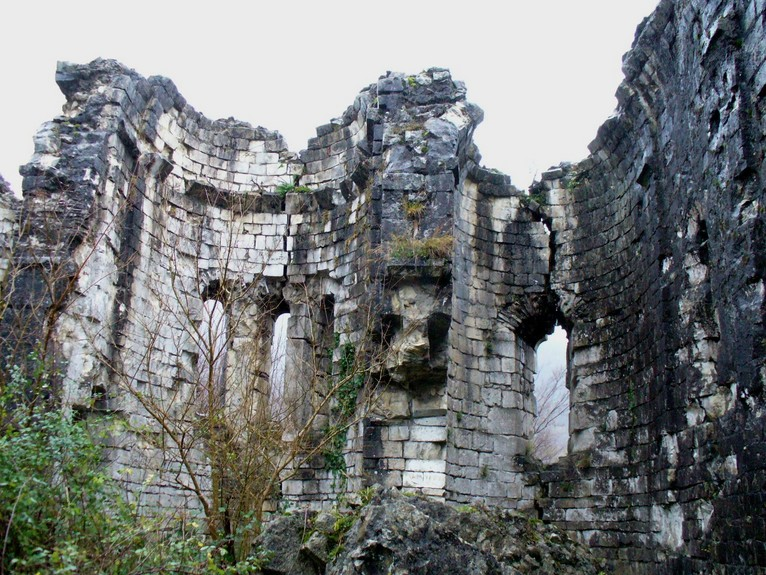
Rozvaliny Bzybského chrámu z 10. století

Původní název tohoto sídla byl Abgaborta.
První osídlení je zde doloženo již od raného středověku. V blízkosti vesnice na úpatí Bzybského hřbetu po pravé straně řeky Bzyb se nachází zřícenina středověké tvrze. Další důležitou památkou jsou rozvaliny Bzybského chrámu z 10. století, které se nacházejí uvnitř pozůstatků tvrze, jež byla obehnána hradbami, pilíři a hlavní bránou. V okolí se během archeologických vykopávek našly kovářské předměty a zbraně, jež byly vyrobeny v 9. až 13. století.
V pozdním středověku přišla tvrz o svůj vojenský význam a celá Abgaborta se stala majetkem šlechtického rodu Inal-Ipa. Obyvatelé se zabývali zemědělstvím a na sever v horách vznikla tradice horského včelařství. Z této doby pochází stará abchazská legenda: Kromě zemědělství se zdejší obyvatelé zabývali i lovem. A v obtížně dostupných horských jeskyních či v hlubokých lesích žili příslušníci jakéhosi lesního bratrstva (abrekové). Někteří abrekové byli poddaní Inal-Ipů, kteří uprchli před útiskem nových knížat, nebo zločinci na útěku. Mezi nimi žili i dva bratři z horské vesnice Pschu, kteří se schovávali v jedné z jeskyní v oblasti. Kníže Inal-Ipa je během jedné lovecké výpravy objevil a pozval oba k sobě na návštěvu pod příslibem udělení své ochrany. Bratři se vydali do jeho tvrze, ale kníže porušil svůj slib a udělal z nich své sluhy, kterým dal přízviska „Avidzba“. Mladší z nich dostal za úkol sloužit paní kněžně. Avšak on a kněžna se do sebe zamilovali, a tak kněžna spolu s oběma bratry uprchla z panství na východ, až k řece Gumistě. Jakmile to kníže Inal-Ipa zjistil, vydal se s družinou je pronásledovat. Aby starší z bratrů zachránil kněžnu a jejího milého, obětoval se a v úzkém údolí se s pronásledovateli střetl. Svými šípy zabil jak vojáky knížete, tak knížete samotného, avšak sám utrpěl při potyčce smrtelná zranění a zemřel. Mladší bratr s kněžnou utekli až do obce Guma, kde se vzali a založili velkou rodinu Avidzba.
Obec zůstávala až do počátku 20. století spíše bezvýznamná. Celé území současného sídla totiž spadalo pod správu sousední obce Kaldachvara (místní obyvatelé nazývali tuto část Kaldachvara Lyrcu (Калдахәара лырцә), v překladu do češtiny "Západní přesříční Kaldachvara"). Avšak od 30. let nastal bouřlivý rozvoj. Byla zahájena kolektivizace a už v roce 1930 byl založen kolchoz, jenž byl později pojmenovaný jako „Kolchoz 18. sjezdu Komunistické strany Sovětského svazu“. Byla zde postavena škola s abchazským vyučovacím jazykem. Později byly při kolchozu zřízeny dva další sovchozy, které se zaměřily na pěstování tabáků, citrusů a dalších subtropických plodin. K nim brzy přibyl průmysl a vznikla zde nakonec největší průmyslová zóna v celém okrese Gagra: mlékárna, masokombinát, pivovar, podnik na výrobu limonády, autopark a další podniky.
V roce 1948 byla Abgaborta osamostatněna a přejmenována na současný název Bzyb. Vznikl samostatný Bzybský selsovět. V jeho rámci zde byla v roce 1977 dokončena výstavba bzybského stavebního podniku, který se specializoval na bytovou výstavbu (panelové domy) a na konstrukci hotelů a turistických zařízení. Několik panelových domů v té době bylo postaveno i v centru Bzybu, kde prudce rostl počet obyvatel, zejména gruzínské národnosti.
Na jaře 1991 se z Bzybu stalo z rozhodnutí úřadů Abchazské ASSR a s posvěcením Nejvyššího sovětu Gruzínské SSR sídlo městského typu a začalo se nazývat Bzypta. Avšak oba názvy si jsou i v současnosti spíše rovnocenné.
V roce 1992, když v Abcházii vypukla válka, se Bzypta stala součástí centra abchazského odporu proti gruzínské vládě v Gudautě. Na podzim toho roku byla z tohoto sídla vedena vojenská výprava proti výsadku gruzínské armády, jež se vylodila v Gagře. Výsledkem bitvy bylo abchazské vítězství, díky kterému byla Bzypta ušetřena větších bojů. Avšak celou oblast opustili gruzínští obyvatelé, a tak Bzypta přišla o více než polovinu z nich z celkem deseti tisíc.

## Obyvatelstvo
Dle nejnovějšího sčítání lidu z roku 2011 je počet obyvatel sídla 4719 a jejich složení je následovné:
- 2581 Abchazů (54,7 %)
- 1298 Arménů (27,5 %)
- 507 Rusů (10,7 %)
- 175 Gruzínů (3,7 %)
- 41 Ukrajinců (0,9 %)
- 12 Pontských Řeků (0,3 %)
- 105 příslušníků ostatních národností (2,2 %)

V roce 1989, před válkou v Abcházii žilo v centru Bzybu 1811 obyvatel a v celém sídle městského typu 10 467 obyvatel.
V roce 1959 žilo v centru Bzybu 767 obyvatel a v celém Bzybském selsovětu 3917 obyvatel.